# Réserve naturelle des lacs de Chatsk
La réserve naturelle des lacs de Chatsk, en ukrainien : Шацькі озера, est une zone protégée d'Ukraine qui est incluse dans le parc national de Chatsk. Elle est constituée de plus de trente lacs situés dans la partie nord-ouest du raïon de Kovel de l'oblast de Volhynie, au confluent des rivières Pripyat et du Boug occidental. c'est un site RAmsar et WDPA d'une superficie de 328,50 kilomètres carrés.

## Lacs
- Lac Svitiaz 27,5 km²,
- Lac Pulemets 16,3 km²),
- Louky (6,8 km²),
- Lyoucimir 4,3 km²),
- Lac Ostrovyanske 2,5 km²),
- Krymné (1,44 km²),
- Lac de sable 1,86 km²)

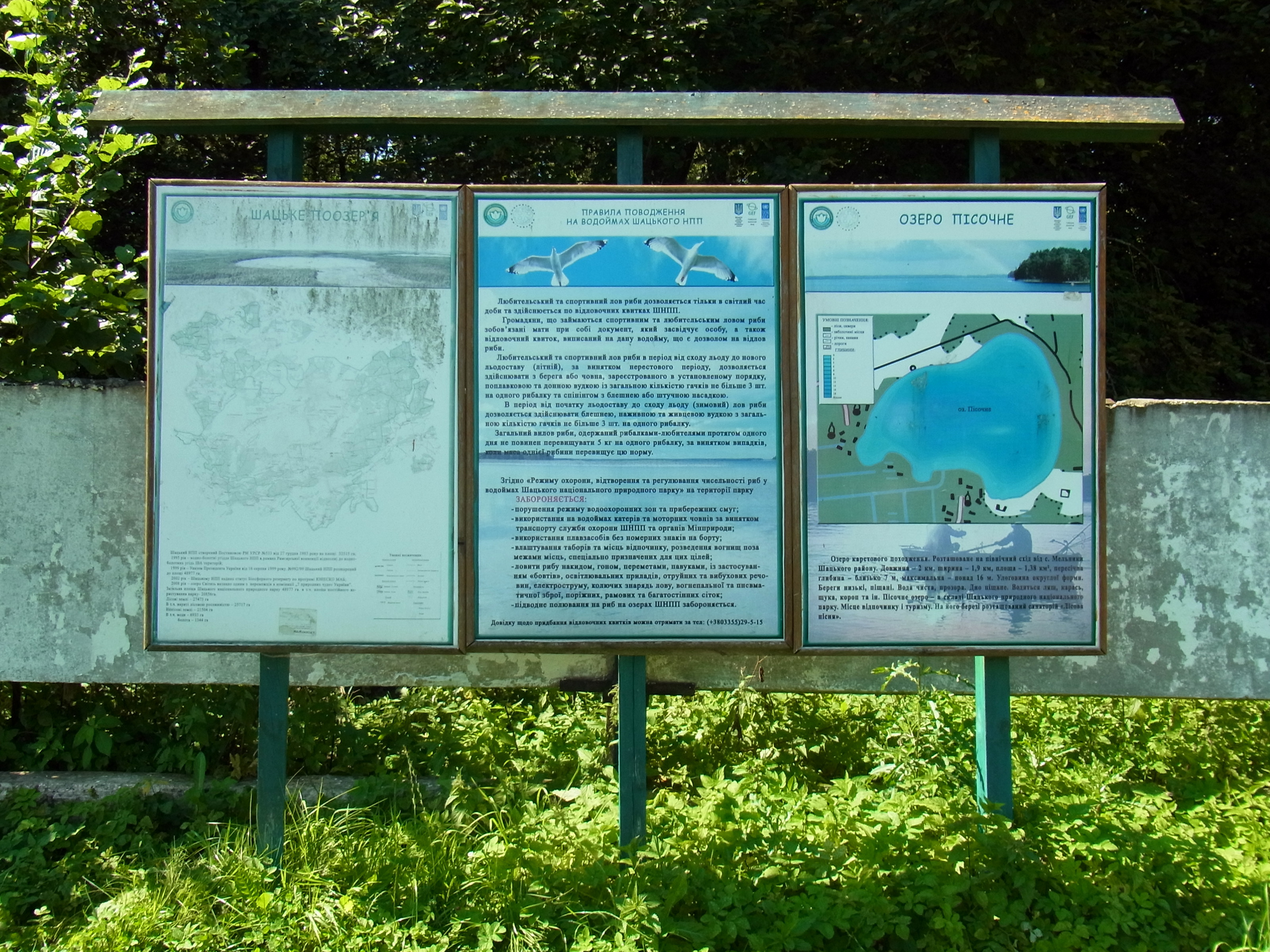
Carte du lac Pisotchné.
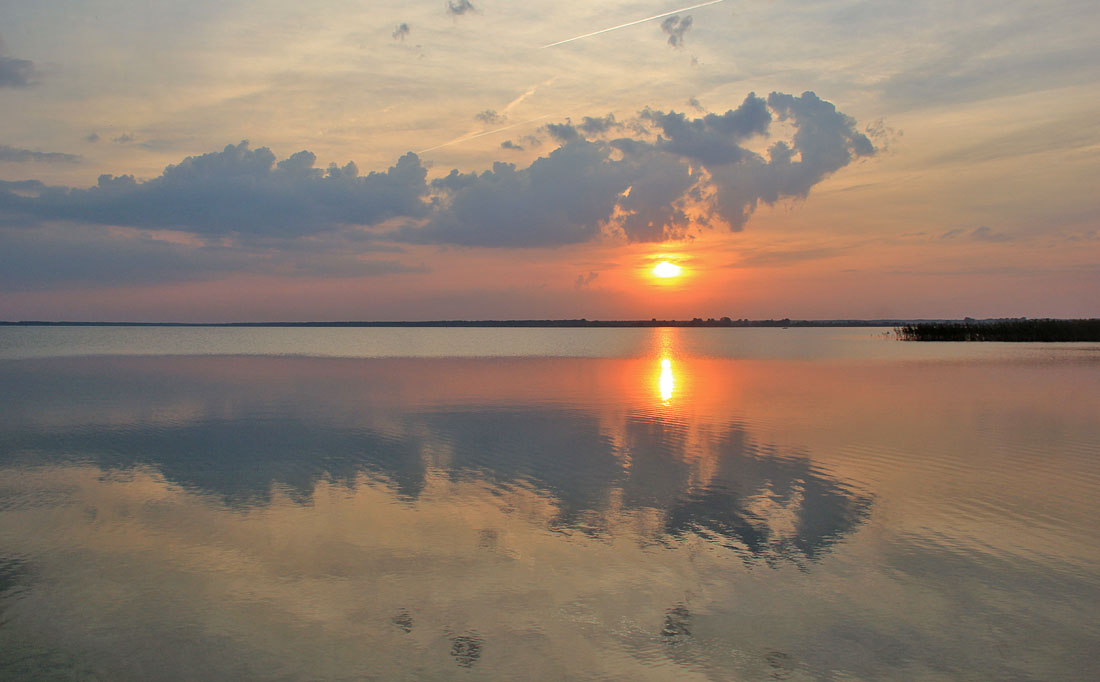
Lac Poulemets.
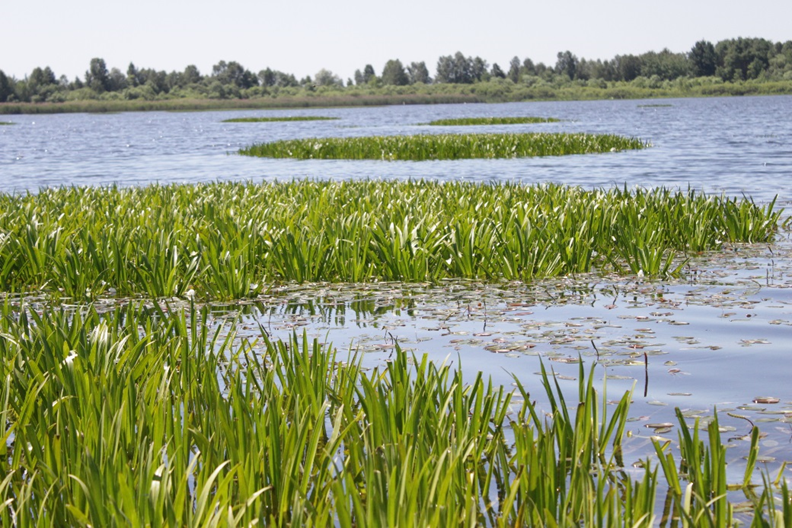
Lac Noir.
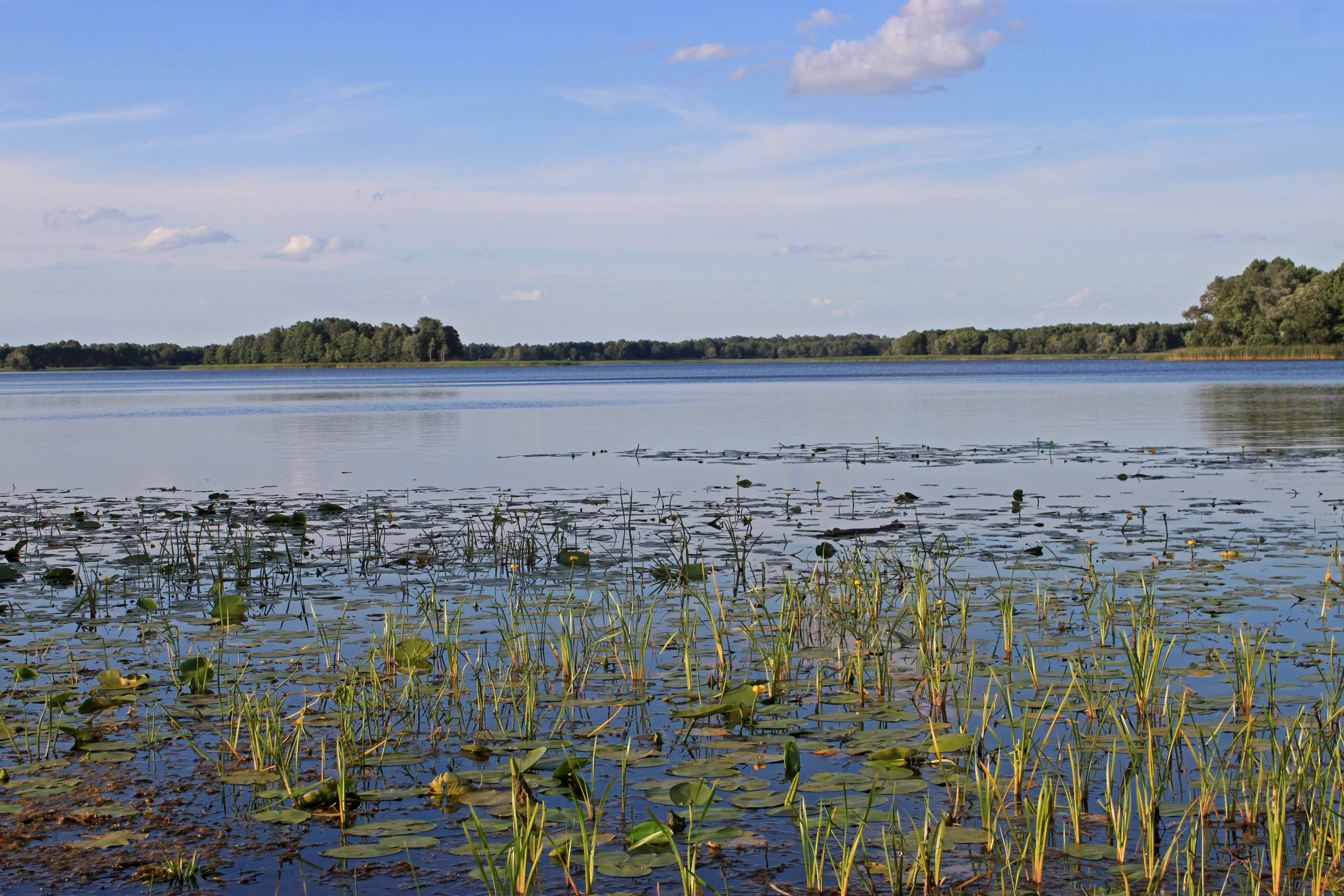
Lac Krimné.
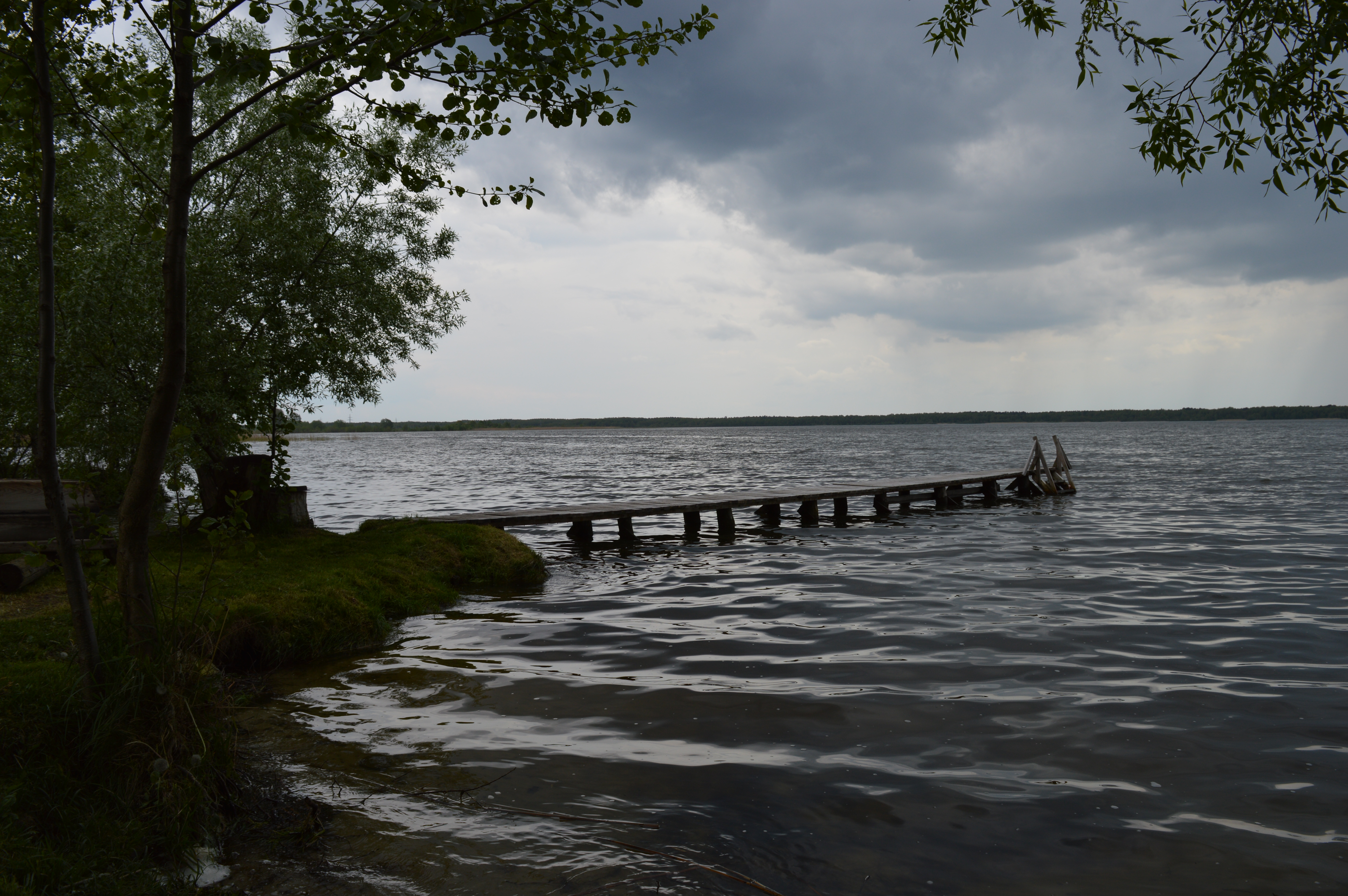
Lac Liotsmir.